# 双清区
双清区（そうせい-く）は中華人民共和国湖南省邵陽市に位置する市轄区。

## 行政区画
- 街道：興隆街道、龍鬚塘街道、汽車站街道、小江湖街道、東風路街道、橋頭街道、浜江街道、石橋街道、愛蓮街道
- 鎮：高崇山鎮、渡頭橋鎮
- 郷：火車站郷